# 강문경
강문경(1985년 8월 19일 ~ )은 대한민국의 가수이다.

## 학력
- 순창중학교 졸업
- 순창고등학교 졸업
- 중앙대학교 국악학과 중퇴

## 방송
- 2020년 트롯신이 떴다
- 2024년 ~ 2025년 현역가왕2
- 2025년 한일톱텐쇼

## 음반
- 2014년 아버지의 강/달려라
- 2015년 팔자
- 2016년 책임져
- 2019년 더하기 곱하기
- 2020년 추억의 보따리/ 사랑의 광고

## 수상
- 2003년 전국 판소리 전통고수대회 학생부 대상 수상
- 2003년 전국 판소리 전통고수대회 신인부 대상 수상
- 2004년 박동진 전국 판소리 고법 대회 일반부 대상 수상
- 2010년 제6회 현인가요제 동상 수상-♪︎말좀해봐요♪︎
- 2011년 제21회 목포가요제 금상 수상♪︎대전브루스♪︎
- 2019년 전통가요대상 신인상-♪︎더하기 곱하기♪︎
- 2020년 SBS 트롯신이 떴다2 라스트찬스 우승 (2020.12.23)
- 2025년 현역가왕2 결승곡 팽이

## 여담
- MBN 현역가왕2 결승에서 최종 7위로 마무리 하였다.